# Engenharia da complexidade
A Engenharia da Complexidade utiliza de maneira integrada conhecimentos de outras áreas da Engenharia e da Ciência para analisar, compreender e propor soluções para ambientes que reúnem um conjunto diverso de componentes – como, por exemplo, propor como solução para um problema de mobilidade urbana a ampliação de vias ou construção de um viaduto ou túnel observando não só os aspectos construtivos, mas o impacto da obra na população, no ambiente urbano e na economia.